# Lestes barbarus
El caballito del diablo esmeralda (Lestes barbarus) es una especie de odonato zigóptero de la familia Lestidae de tamaño mediano, con el cuerpo esbelto y las patas finas. Ambos sexos tienen la cabeza alargada transversalmente y los ojos separados. Ambos pares de alas tienen forma y venación similares, y son transparentes, con estigma grande.

## Características
Odonato de 35 mm y envergadura alar de 50 mm como máximo. Cuerpo de color oscuro, pardo metálico; alas vítreas, translúcidas.

## Distribución
Especie procedente del área del mediterráneo, ha aparecido incluso en Alemania. habita en aguas quietas con abundante vegetación. En España  es habitual y frecuente.
Una especie del sur de Europa, que ha aumentado en el norte de Europa desde mediados de 1990, para alcanzar por primera vez Gran Bretaña en 2002, hacia el este de Mongolia y el norte de China. Tal vez ausente en estas áreas un número de años, de repente se crean grandes colonias que pueden persistir durante muchos años.

## Reproducción
La hembra es acompañada por el macho durante la puesta de los huevos, depositándolos sobre plantas que sobresales de la misma agua. Una vez que los huevos han pasado el invierno, las ninfas se desarrollan durante 2-3 meses para dar paso a los caballitos del diablo.